# Hookeria mittenii
Hookeria mittenii là một loài Rêu trong họ Hookeriaceae. Loài này được A. Jaeger mô tả khoa học đầu tiên năm 1877.